# Licoma

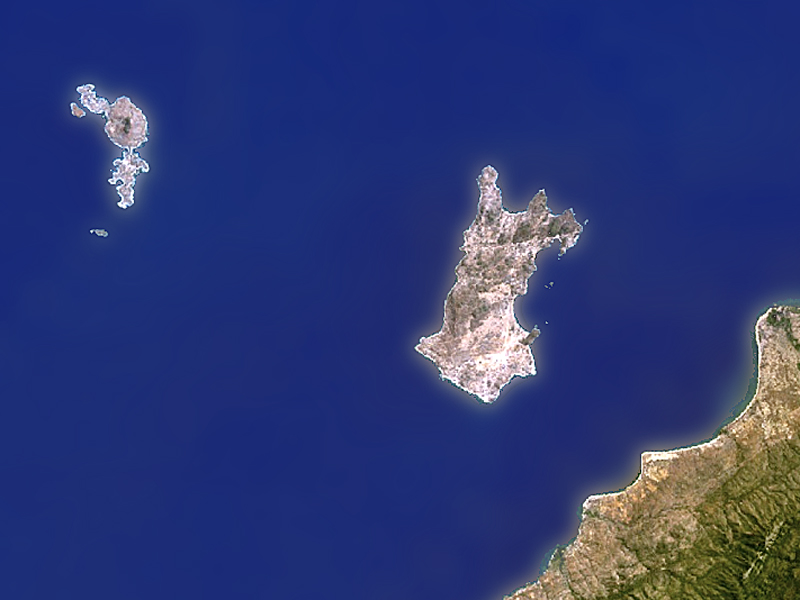
Imagem de satélite das ilhas Chizumulu e Licoma

Licoma (Likoma) é um distrito do Maláui, que consiste de dois exclaves separados situados em águas moçambicanas do Lago Niassa. Localizado na Região Norte do país, é formado por duas ilhas principais, Licoma e Chizumulu, e sua capital é Licoma, na ilha homônima. A população local é em sua maior parte composta de pescadores, e fala o idioma Nkamanga.

## História
Em 1859, o missionário e explorador inglês David Livingstone chegou ao Lago Niassa, e nos anos seguintes foram estabelecidos assentamentos e missões anglicanas e presbiterianas na região. Em 1880 estabeleceu-se uma missão anglicana na ilha Licoma. O Império Britânico originalmente reivindicava total controle sobre o lago, mas em 1954 assinou-se um tratado com Portugal definindo a sua divisão entre os colonizadores. Devido à missão já estabelecida na ilha Licoma, criaram-se os dois exclaves atribuídos aos britânicos. Após as independências malauiana e moçambicana a posse das ilhas foi mantida por Maláui.